# Rio Open 2014
Rio Open 2014 — професійний тенісний турнір, що проходив на відкритих кортах з ґрунтовим покриттям. Це був перший за ліком турнір. Належав до Туру ATP 2014 і Туру WTA 2014. Відбувся в Ріо-де-Жанейро (Бразилія). Тривав з 17 до 23 лютого 2014 року.

## Призові очки і гроші

### Розподіл очок
| Дисципліна                 | П   | Ф   | ПФ  | ЧФ | 1/8 | 1/16 | Q   | Q3  | Q2  | Q1  |
| Одиночний розряд, чоловіки | 500 | 300 | 180 | 90 | 45  | 0    | 20  | 10  | 0   | Н/Д |
| Парний розряд, чоловіки    | 500 | 300 | 180 | 90 | Н/Д | Н/Д  | 20  | 0   | 0   | Н/Д |
| Одиночний розряд, жінки    | 280 | 180 | 110 | 60 | 30  | 1    | 18  | 14  | 10  | 1   |
| Парний розряд, жінки       | 280 | 180 | 110 | 60 | 1   | Н/Д  | Н/Д | Н/Д | Н/Д | Н/Д |

### Розподіл призових грошей
| Дисципліна                 | П        | Ф        | ПФ      | ЧФ      | 1/8     | 1/161  | Q3     | Q2   | Q1   |
| Одиночний розряд, чоловіки | $316,400 | $142,650 | $67,570 | $32,605 | $16,625 | $9,150 | $1,030 | $570 | Н/Д  |
| Парний розряд, чоловіки *  | $93,460  | $42,180  | $19,890 | $9,610  | $4,920  | Н/Д    | Н/Д    | Н/Д  | Н/Д  |
| Одиночний розряд, жінки    | $43,000  | $21,400  | $11,300 | $5,900  | $3,310  | $1,925 | $1,005 | $730 | $530 |
| Парний розряд, жінки *     | $12,300  | $6,400   | $3,435  | $1,820  | $960    | Н/Д    | Н/Д    | Н/Д  | Н/Д  |

1 Кваліфаєри отримують і призові гроші 1/16 фіналу

* на пару

## Учасники чоловічих змагань

### Сіяні
| Країна    | Гравець            | Рейтинг1 | Сіяний |
| --------- | ------------------ | -------- | ------ |
| Іспанія   | Рафаель Надаль     | 1        | 1      |
| Іспанія   | Давид Феррер       | 5        | 2      |
| Італія    | Фабіо Фоніні       | 14       | 3      |
| Іспанія   | Томмі Робредо      | 17       | 4      |
| Іспанія   | Ніколас Альмагро   | 18       | 5      |
| Іспанія   | Марсель Гранольєрс | 34       | 6      |
| Аргентина | Хуан Монако        | 42       | 7      |
| Іспанія   | Пабло Андухар      | 43       | 8      |

- 1 Рейтинг подано станом на 10 лютого 2014.

### Інші учасники
Нижче наведено учасників, які отримали вайлд-кард на участь в основній сітці:
- Томас Беллуччі
- Гільєрме Клезар
- Жоао Соуза

Нижче наведено гравців, які пробились в основну сітку через стадію кваліфікації:
- Факундо Баньїс
- Аляж Бедене
- Мартін Кліжан
- Душан Лайович

### Знялись з турніру
До початку турніру
- Карлос Берлок

Під час турніру
- Мартін Кліжан (біль у шлунку)

### Завершили кар'єру
- Філіппо Воландрі (травма плеча)

## Учасники основної сітки в парному розряді

### Сіяні
| Країна    | Гравець            | Країна          | Гравець        | Рейтинг1 | Сіяні |
| --------- | ------------------ | --------------- | -------------- | -------- | ----- |
| Австрія   | Александер Пея     | Бразилія        | Бруно Соарес   | 6        | 1     |
| Іспанія   | Давід Марреро      | Бразилія        | Марсело Мело   | 13       | 2     |
| Іспанія   | Марсель Гранольєрс | Іспанія         | Марк Лопес     | 49       | 3     |
| Філіппіни | Трет Х'юї          | Велика Британія | Домінік Інглот | 49       | 4     |

- 1 Рейтинг подано станом на 10 лютого 2014.

### Інші учасники
Пари, що отримали вайлд-кард на участь в основній сітці:
- Марсело Демолінер /  Жоао Соуза
- Хуан Монако /  Андре Са

Нижче наведено пари, що пробились в основну сітку через стадію кваліфікації:
- Федеріко Дельбоніс /  Леонардо Маєр

## Учасниці

### Сіяні
| Країна    | Гравчиня                | Рейтинг1 | Сіяна |
| --------- | ----------------------- | -------- | ----- |
| Чехія     | Клара Закопалова        | 34       | 1     |
| Італія    | Франческа Ск'явоне      | 43       | 2     |
| Аргентина | Паула Ормаечеа          | 59       | 3     |
| Румунія   | Александра Каданцу      | 60       | 4     |
| Японія    | Курумі Нара             | 64       | 5     |
| Іспанія   | Марія Тереса Торро Флор | 65       | 6     |
| Чехія     | Барбора Стрицова        | 68       | 7     |
| США       | Ваня Кінґ               | 69       | 8     |

- 1 Рейтинг подано станом на 10 лютого 2014.

### Інші учасниці
Нижче наведено учасниць, які отримали вайлд-кард на участь в основній сітці:
- Паула Крістіна Гонсалвіш
- Беатріс Аддад Майя
- Лаура Пігоссі

Нижче наведено гравчинь, які пробились в основну сітку через стадію кваліфікації:
- Ірина-Камелія Бегу
- Настасья Барнетт
- Вероніка Сепеде Ройг
- Ніколь Гіббс
- Данка Ковінич
- Алісон ван Ейтванк

### Відмовились від участі
До початку турніру
- Віржіні Раззано --> її замінила Маріана Дуке-Маріньо

### Знялись
- Лурдес Домінгес Ліно (розтягнення лівого підколінного сухожилля)

## Учасниці в парному розряді

### Сіяні
| Країна   | Гравчиня         | Країна    | Гравчиня         | Рейтинг1 | Сіяна |
| -------- | ---------------- | --------- | ---------------- | -------- | ----- |
| Чехія    | Барбора Стрицова | Чехія     | Клара Закопалова | 77       | 1     |
| Хорватія | Дарія Юрак       | Словенія  | Андрея Клепач    | 124      | 2     |
| Угорщина | Тімеа Бабош      | Австралія | Ярміла Ґайдошова | 135      | 3     |
| Україна  | Ірина Бурячок    | Польща    | Катажина Пітер   | 148      | 4     |

- 1 Рейтинг подано станом на 10 лютого 2014.

### Інші учасниці
Пари, що отримали вайлд-кард на участь в основній сітці:
- Марія Фернанда Алвеш /  Беатріс Аддад Майя
- Паула Крістіна Гонсалвіш /  Лаура Пігоссі

### Знялись з турніру
Під час турніру
- Лурдес Домінгес Ліно (розтягнення лівого підколінного сухожилля)

## Переможці

### Чоловіки, одиночний розряд
- Рафаель Надаль —  Олександр Долгополов, 6–3, 7–6(7–3)

### Жінки, одиночний розряд
- Курумі Нара —  Клара Закопалова, 6–1, 4–6, 6–1

### Чоловіки, парний розряд
- Хуан Себастьян Кабаль /  Роберт Фара —  Давід Марреро /  Марсело Мело, 6–4, 6–2

### Жінки, парний розряд
- Ірина-Камелія Бегу /  Марія Ірігоєн —  Юганна Ларссон /  Шанелль Схеперс, 6–2, 6–0